# Bat Out of Hell
Albums de Meat Loaf
Stoney & Meatloaf
(1971) Dead Ringer
(1981)
Bat Out of Hell est le deuxième album de Meat Loaf, sorti le 21 octobre 1977. Il est produit par Todd Rundgren. 
À sa sortie, l'album se classe 9e au Royaume-Uni et 14e aux États-Unis, mais son succès ne s'est jamais démenti avec 43 millions d'exemplaires vendus à ce jour dans le monde, ce qui en fait un des albums les plus vendus. Il est ainsi resté 474 semaines, soit plus de neuf ans, dans le hit-parade britannique ; seul Rumours de Fleetwood Mac a fait mieux (478 semaines).
Entièrement produit par Todd Rundgren dans les studios de Bearsville Records à Woodstock, Bat Out of Hell a été finalement remastérisé dans le studio de Jimmy Lovine (producteur de Bruce Springsteen) puis au studio Power Station dans l'état de New-York. Le concept est de Jim Steinman et de Meat Loaf, les arrangements vocaux et instrumentaux de Rundgren qui s'est beaucoup investi dans cette production. L'album est dédié à Wesley et Wilma Aday et Louis Steinman. Une comédie musicale inspirée de l'album sera produite au London Coliseum à partir de juin 2017.

## Liste des titres
Toutes les chansons sont de Jim Steinman.

### Face A
1. Bat Out of Hell – 9:51
2. You Took the Words Right Out of My Mouth (Hot Summer Night) – 5:04
3. Heaven Can Wait – 4:41
4. All Revved Up With No Place to Go – 4:21

### Face B
1. Two Out of Three Ain't Bad – 5:26
2. Paradise by the Dashboard Light – 8:28
  - Paradise
  - Let Me Sleep on It
  - Praying for the End of Time
3. For Crying Out Loud – 8:45

## Musiciens
- Meat Loaf : chant, chœurs (6), percussions (2)
- Roy Bittan : piano, claviers (1, 2, 6)
- Rory Dodd : chœurs (1-3, 5-7)
- Ellen Foley : chant (6), chœurs (1, 2, 4, 6)
- Cheryl Hardwick : piano (7)
- Steve Margoshes : piano (7)
- Marcia McClain : voix (2)
- Gene Orloff : chef d'orchestre (7)
- Roger Powell : synthétiseur (1, 2, 5, 6)
- Todd Rundgren : guitare (1, 2, 4, 5, 6), percussions (1, 2), claviers (1), chœurs (1-3, 5, 6)
- Jim Steinman : claviers (1, 2, 6), percussions (1, 2), voix (2, 6)
- Kasim Sulton : basse (1, 2, 4-7), chœurs (1)
- Max Weinberg : batterie (1, 2, 6)
- John 'Willie' Wilcox : batterie (4, 5, 7)
- Edgar Winter : saxophone (2, 4, 6)
- New York Philharmonic : orchestre (7)
- Philadelphia Orchestra : orchestre (7)